# Elektrociepłownia Mielec
Elektrociepłownia Mielec – elektrociepłownia znajdująca się w Mielcu przy ul. Wojska Polskiego 3, w województwie podkarpackim. Jest objęta Specjalną Strefą Ekonomiczną Euro-Park Mielec.
Elektrociepłownia dostarcza ciepło i energię elektryczną głównie dla miasta Mielca i miejscowego przemysłu.
Właścicielem elektrociepłowni jest Elektrociepłownia Mielec Sp. z o.o, której 85,37% udziałów posiada węgierski E-Star Plc, a 12,60% gmina miejska Mielec.

## Historia
Budowę elektrociepłowni rozpoczęto w 1958, a uruchomiono ją w 1962. Początkowo funkcjonowała ona w ramach Wytwórni Sprzętu Komunikacyjnego. W pierwszych latach działalności elektrociepłownia dysponowała jednym obiektem energetycznym (obecny „EC”), w którym pracowały dwa kotły parowe OR-64 i dwie turbiny. W 1969 dodano trzeci kocioł. W latach 1978–1984 wzniesiono drugi obiekt energetyczny, ciepłownię „C-II”, od początku funkcjonowały w niej 4 kotły wodne WR-25.
Od 1992 elektrociepłownia funkcjonuje jako niezależne przedsiębiorstwo, a od 1993 jest spółką. Wówczas nosiła ona nazwę Elektrociepłownia „PZL-Mielec” Sp. z o.o, później zmieniono ją na Elektrociepłownia Mielec Sp. z o.o.
W 2001 firma EETEK Ltd. nabyła 85,37% spółki. W następnych latach podjęto prace modernizacyjne, a także zainstalowano trzeci turbozespół.
W maju 2011 udziały EETEK zostały odkupione przez węgierski E-Star, w następnych miesiącach uruchomiono trzeci obiekt energetyczny z dwoma silnikami gazowymi oraz akumulatorem cieplnym.

## Dane techniczne
Łączna zainstalowana moc cieplna elektrociepłowni wynosi 159,7 MWt, łączna zainstalowana moc elektryczna – 38,87 MWe, łączna osiągalna moc elektryczna – 32,87 MWe.
Działalność wytwórcza prowadzona jest w trzech obiektach, są to:
- obiekt elektrociepłowni „EC” z trzema rusztowymi kotłami parowymi OR-64, każdy o mocy nominalnej 37,5 MWt i trzema różnymi turbozespołami o łącznej mocy nominalnej 30,44 MWe
- obiekt ciepłowni „C-II” z dwoma rusztowymi kotłami wodnymi WR-25, każdy o mocy osiągalnej 20 MWt
- kogeneracyjny układ gazowy z dwoma silnikami gazowymi o łącznej mocy elektrycznej 8,428 MWe i cieplnej 7,176 MWt oraz akumulatorem ciepła